# Nákladnický systém
Nákladnický systém byla organizační forma výroby na počátku novověku. Začala se rozvíjet z části již ve středověku,
plně se rozvinula v 17. století
a přetrvávala do 18. i až 19. století. Nákladnický systém nebyl závislý na řemeslnících organizovaných v cechu, ale na zprostředkování práce obchodníky. Pro obyvatele vesnic se tak řemeslo stávalo alternativou k zemědělství. Suroviny a nástroje jim poskytovali obchodníci, kteří pak vyrobenou komoditu prodávali na trzích. Tento systém se vyvinul z faktorského systému. Jednotliví faktoři odebírali produkci z jednotlivých vesnic a postupovali ji faktorům vyšší úrovně, kteří již obchodovali i se zahraničím. Nákladnický systém byl předpokladem pro vznik manufaktur. Tento vývoj se uplatnil např. v soukenictví a pro městské, cechovní řemeslníky představoval novou konkurenci.